# Politologie des religions
La politologie des religions est l’un des plus récents domaines des sciences politiques. La politologie des religions peut se définir
comme une des disciplines les plus récentes dans le domaine de la politologie.
Cette discipline étudie l'influence du fait religieux sur la politique et inversement. Elle s'attache en particulier à l'analyse des relations entre les acteurs de la politique au sens étroit du terme (les gouvernements, les partis politiques, les groupes de pression…) et les communautés religieuses.

## Principaux thèmes d’étude
Tout ce qui est en rapport avec l’enseignement des religions et des pratiques religieuses ayant un contenu et un message politiques, notamment le point de vue de la religion sur les modes de gouvernance, le pouvoir, l’autorité politique, l’État, l’organisation politique, la guerre, la paix, etc.
Tout ce qui est en rapport avec les comportements et pratiques religieux n’ayant pas de contenu et de message politiques directs mais ayant des conséquences politiques directes comme la construction d’édifices religieux, les pèlerinages, etc.
Les positions des acteurs politiques au sens strict vis-à-vis de la religion et des communautés religieuses. Par exemple, les positions des partis politiques et des groupes de pression envers la religion et les communautés religieuses.
Tout ce qui est en rapport avec le comportement de la société séculaire qui n’a pas de motivation religieuse mais qui cependant a des conséquences religieuses. Par exemple : si dans une société multiconfessionnelle les membres d’une communauté religieuse prennent possession d’un monopole économique cela entraîne nécessairement des conséquences politiques.
Ces domaines d’études sont en constant développement.

## Développement
La politologie des religions est étudiée dans presque toutes les universités et départements de science politique aux États-Unis. L’Association américaine de sciences politiques possède une section « Religion et politique ».
En Europe, il y a un développement de cette discipline. Pour les Balkans et l’Europe de l’Est c’est à Belgrade (Serbie) qu’en 1993 un département de politologie des religions s’est ouvert pour la première fois. http://www.fpn.bg.ac.yu/eng/pages/p_id1/o_p.html
La revue La Politologie des religions, la première au monde[1], biannuel, a été publié à Belgrade en février 2007 par le Centre d’études des religions et de la tolérance religieuse. L’éditeur en chef et inspirateur de ce journal est le docteur Miroljub Jevtic, professeur à la faculté de sciences politiques de l’université de Belgrade.

#### Notions
- Religion d'état, Théocratie, Athéisme d'État
- Anthropologie religieuse
- Religions monothéistes (Judaïsme, Christianisme, Islam), Religion abrahamique, Islamologie, Fatwa
- Nouvelle évangélisation, Missionnaire chrétien
- Bouddhisme
- Paganisme, Animisme

#### Chine
- Religion en Chine, Politique religieuse de la République populaire de Chine

#### Tibet
- Tibet, Histoire du Tibet, Théocratie tibétaine
- Bön et Bouddhisme tibétain (Controverse du 17e karmapa, Controverse du 11e panchen-lama, Panchen-lama, Gedhun Choekyi Nyima, Gyancain Norbu)

#### Afrique
- Christianisme en Afrique
- Religions traditionnelles africaines